# Velîka Turea, Dolîna
Velîka Turea (în ucraineană Велика Тур`я) este o comună în raionul Dolîna, regiunea Ivano-Frankivsk, Ucraina, formată numai din satul de reședință.

## Demografie
Componența lingvistică a comunei Velîka Turea
     Ucraineană (99,27%)
     Alte limbi (0,69%)
Conform recensământului din 2001, majoritatea populației comunei Velîka Turea era vorbitoare de ucraineană (99,27%), existând în minoritate și vorbitori de alte limbi.